# Мелащенко, Андрей Валерьевич
Андре́й Вале́рьевич Мела́щенко (укр. Андрій Валерійович Мелащенко) — украинский военнослужащий, старший лейтенант, участник российско-украинской войны. Герой Украины (2024).

## Биография
Во время российского вторжения в Украину Андрей Мелащенко служил лейтенантом в Вооружённых силах Украины.
В ноябре 2023 года в районе села Ягодное Бахмутского района Донецкой области он спланировал и лично участвовал в штурмовых действиях, благодаря которым были отбиты три позиции противника.
В сентябре 2024 года в городе Угледар Донецкой области он руководил штурмовыми действиями по возвращению утраченных позиций на шахте «Южнодонбасская № 3». Во время одного из обстрелов получил ранения, но продолжал командовать боем до конца и покинул позицию после всех своих подчинённых.

## Награды
- Звание «Герой Украины» с удостоением ордена «Золотая Звезда» (21 ноября 2024) — за личное мужество и героизм, проявленные в защите государственного суверенитета и территориальной целостности Украины, верность военной присяге[1].